# Territoire de l'Alabama
1817–1819
Entités précédentes :
- Territoire du Mississippi

Entités suivantes :
- Alabama

Le territoire de l'Alabama était un territoire organisé des États-Unis. Il fut créé en 1817 à partir de la partie orientale du territoire du Mississippi. Deux ans plus tard, le 14 décembre 1819, l'Alabama devint le vingt-deuxième État de l'Union, marquant un pas important vers la perpétuation de l'esclavage. Selon les lois de 1790, pour qu'un territoire acquière le statut d'État, il devait avoir au moins 60 000 habitants, ce qui explique la précision des recensements à partir de cette époque.
La capitale du territoire était St. Stephens (en), dans le comté de Washington et son seul gouverneur fut William Wyatt Bibb. La loi du 3 mars 1817 créant ce territoire a coïncidé avec l'intense spéculation immobilière nommée Alabama fever et le boom de la culture du coton, le long de la rivière Tombigbee.